# Philodendron davidsei
Philodendron davidsei är en kallaväxt som beskrevs 1986 av George Sydney Bunting. Arten ingår i släktet Philodendron och familjen kallaväxter. Den förekommer i Mellan- och Sydamerika och har hittats i Mexiko, Peru och Venezuela. Det är en klätterväxt som främst växer i tropiska biom. Inga underarter finns listade.